# Självporträtt i en konvex spegel
Självporträtt i en konvex spegel är en oljemålning av den italienske manieristiske konstnären Parmigianino. Den målades 1523–1524 och ingår i samlingarna på Kunsthistorisches Museum i Wien. 

Verket är en välvd tondo med diameter 24,4 cm. Giorgio Vasari omnämner tavlan i sin Berömda renässanskonstnärers liv 1550 där han skriver: 
| ” | När han en dag studerade konstens subtiliteter började han teckna av sig så som han framstod i en barberares konvexa spegel. Han lät göra ett klot av trä hos svarvaren och delade det i två halvor, och på detta målade han allt som han såg i spegeln och eftersom spegeln förstorade allt som var nära och förminskade det som var längre bort målade han handen tämligen stor. | „ |

Vasari nämner att Parmigianino medtog tre små tavlor när han 1525 begav sig till Rom. En av dessa var självporträttet som han donerade till Clemens VII för visa prov på sin tekniska skicklighet och därigenom öka chanserna för nya beställningar. Tavlan gavs senare till författaren Pietro Aretino i vars hem Vasari som barn besåg tavlan. Bland senare ägare märks skulptören Valerio Belli och arkitekten Andrea Palladio samt skulptören Alessandro Vittoria som 1608 testamenterade målningen till tysk-romerske kejsaren Rudolf II.
Målningen har inspirerat den amerikanske poeten John Ashberry vars Pulitzerprisbelönte Self-Portrait in a Convex Mirror publicerades 1975.